# Daughter of the Dragon
Daughter of the Dragon is een Amerikaanse film uit 1931, gebaseerd op het personage Fu Manchu. Het was de derde film over dit personage, en de laatste met Warner Oland in de rol van dit personage. De regie was in handen van Lloyd Corrigan

## Verhaal
De film draait behalve om Fu Manchu ook om diens buurvrouw, Princes Ling Moy. Zij is zich niet bewust van Fu Manchu’s ware aard. Ze heeft een relatie met Ah Kee, een geheim agent die als opdracht heeft Fu Manchu’s plannen te dwarsbomen.
Uiteindelijk komt Ling Moy erachter dat Fu Manchu haar vader is, en staat ze voor de keuze: meedoen met haar vaders slechte plannen, of hem verraden en de wereld redden.

## Rolverdeling
| Acteur            | Personage          |
| ----------------- | ------------------ |
| Anna May Wong     | Princess Ling Moy  |
| Warner Oland      | Dr. Fu Manchu      |
| Sessue Hayakawa   | Ah Kee             |
| Bramwell Fletcher | Ronald Petrie      |
| Frances Dade      | Joan Marshall      |
| Holmes Herbert    | Sir John Petrie    |
| Lawrence Grant    | Sir Basil Courtney |
| Harold Minjir     | Rogers             |

## Achtergrond
De film is een bewerking van het boek The Daughter of Fu Manchu, geschreven door Sax Rohmer.